# حسن حكمون
حسن حكمون (ولد في 16 سبتمبر 1963) هو موسيقيّ مغربي يعيش في مدينة نيويورك ويؤدي لون الغناوة الموسيقي. وهو متزوج من تشيكاكو إيواهوري.

## وصلات خارجية
- حسن حكمون على موقع IMDb (الإنجليزية)
- حسن حكمون على موقع ميوزك برينز (الإنجليزية)
- حسن حكمون على موقع ديسكوغز (الإنجليزية)

- الموقع الرسمي على الإنترنت